# Баллен, Роджер
Роджер Баллен (англ. Roger Ballen, род. 1950, Нью-Йорк) — южноафриканский фотограф. Живёт и работает в Йоханнесбурге

## Биография и творчество
Роджер Баллен родился в Нью-Йорке, США, в 1950 году. Получил образование геолога. Его мать, Адриэнна Баллен, сотрудничала с агентством «Магнум», открыла фотографическую галерею в Нью-Йорке. В возрасте двадцати трех лет, после окончания Беркли, Роджер Баллен покинул Нью-Йорк и путешествовал по миру. После полутора лет в Южной Африке, он вернулся в США в 1977 году, чтобы закончить его первую книгу фотографий, «Boyhood». 
Спустя некоторое время Баллен вернулся в Южную Африку, где находился в поисках рудных месторождений. Он делал фотографии маленьких городов, через которые проезжал. В 1985 он опубликовал вторую книгу, «Dorps», затем «Platteland» в 1994, и «Outland» в 2001.
Поначалу его работы вызывали споры, но сегодня творчество Баллена признано и снимки выставляются в США и Европе. В 1995 он выиграл премию «Rencontres internationales de la photographie d’Arles». 
Одни из последних работ опубликованы в книге «Shadow Chamber» в 2005. Модели сняты в повседневной обстановке, отношения между фотографом и моделями сделали возможным рождение особого вида постановочной фотографии.

## Опубликованные книги
- 1979: «Boyhood»
- 1986: «Dorps: Small towns of South Africa», Clifton Publications; первое издание
- 1996: «Platteland»
- 1997: «Cette Afrique»
- 2001: «Outland»
- 2003: «Fact or Fiction»
- 2005: «Shadow Chamber»
- 2009: «Boarding House»

## Награды и премии
- 2000: Sani Festival, Best Solo Exhibition, Greece
- 2001: PhotoEspana, Best Photographic Book of the Year, Испания
- 2001: Photo-eye, Best Documentary Title, Best Photography Books of 2001
- 2001: Special mention: UNICEF Photo of the Year
- 2002: Citigroup Prize, finalist, UK
- 2002: Photographer of the Year,Rencontres d' Arles
- 2002: Top 10 Exhibition, Vince Aletti, Artforum
- 2006: Art Directors Club Award Photography
- 2005: Selma Blair Witch Project — New York Times Magazine, October 31 2005
- 2004: Top 10 Exhibition, Matthew Higgs, Artforum-2004

## Музейные коллекции
- Berkeley Art Museum, Калифорния, США
- Brooklyn Museum, Нью-Йорк, США
- Centre Georges Pompidou, Париж, Франция
- Durban Museum, Южная Африка
- Fotomuseum, Мюнхен, Германия
- Hasselblad Center, Гётеборг, Швеция
- Johannesburg Art Museum, Южная Африка
- Los Angeles County Museum of Art, США
- Louisiana Museum, Дания
- Maison Europene de la Photographie, Франция
- Musee Nicephore Niepce, Франция
- Museet for Fotokunst, Дания
- Musee de la Photographie a Charleroi, Бельгия
- Museum Folkwang, Essen, Германия
- Museo nazionale Della Fotographia, Италия
- Museum of Contemporary Art, San Diego, США
- Museum of Fine Arts, Houston, США
- Museum of Modern Art, New York, США
- National Gallery, Cape Town, Южная Африка
- Spencer Art Museum, Kansas, США
- Stejelijk Museum, Amsterdam, Нидерланды
- Victoria and Albert Museum, Лондон, Англия

## Фильмография
- 2017 - DIE ANTWOORD - TOMMY CANT SLEEP (короткометражка DIE ANTWOORD), арт-директор[6]